# Mandfolkeskolen
Mandfolkeskolen er en amerikansk stumfilm fra 1918 af Ernest C. Warde.

## Medvirkende
- J. Warren Kerrigan - Harold Chester Winthrop Gordon
- Lois Wilson - Dorrie Webster
- Charles K. French - Jim Gordon
- Gordon Sackville - Webster
- John Gilbert - Archie